# Amarynta
Amarynta (Cachrys L.) – rodzaj bylin z rodziny selerowatych. Należy do niego 7 gatunków. Rośliny te występują w basenie Morza Śródziemnego od Portugalii i Maroka na zachodzie po Cypr i Turcję na wschodzie, w krajach nad Morzem Czarnym – w Bułgarii, Rumunii, na Krymie, w południowej Rosji oraz poprzez rejon Kaukazu po Iran. Rosną w miejscach suchych, skalistych lub piaszczystych, na wydmach nadmorskich i w zaroślach.

## Morfologia
PokrójTęgie byliny o pędach nagich lub nieco szorstkich (pokrytych drobnymi łuseczkami).
LiścieBlaszki 2- do nawet 6-krotnie pierzasto złożonych. Odcinki zwykle równowąskie i całobrzegie, czasem ząbkowane lub trójdzielne.
KwiatyZebrane w baldachy złożone, których rozgałęzienia wsparte są równowąskimi lub trójkątnymi pokrywami. Pokrywki są całobrzegie, dwudzielne lub pierzasto podzielone. Szypuły są kwiatostanów szorstkie, zgrubiałe u nasady. Działki kielicha lancetowate. Płatki korony żółtawe. Pręciki w liczbie 5. Zalążnia dolna, dwukomorowa, w każdej z komór z pojedynczym zalążkiem. Słupki dwa o długich szyjkach.
OwoceRozłupnia rozpadająca się na dwie rozłupki, z wyraźnymi żebrami, pokryte brodawkami.

## Systematyka
Pozycja systematyczna
Rodzaj z rodziny selerowatych (Apiaceae Lindl.), rzędu selerowców (Apiales Lindl.), kladu astrowych w obrębie okrytonasiennych. W obrębie rodziny należy do podrodziny Apioideae Seemann i plemienia Selineae.
Wykaz gatunków
- Cachrys alpina M.Bieb. – amarynta alpejska
- Cachrys crassiloba (Boiss. & Heldr.) Meikle
- Cachrys cristata DC.
- Cachrys libanotis L.
- Cachrys longiloba DC.
- Cachrys pungens Jan ex Guss.
- Cachrys sicula L.